# 立山黒部貫光立山ケーブルカー

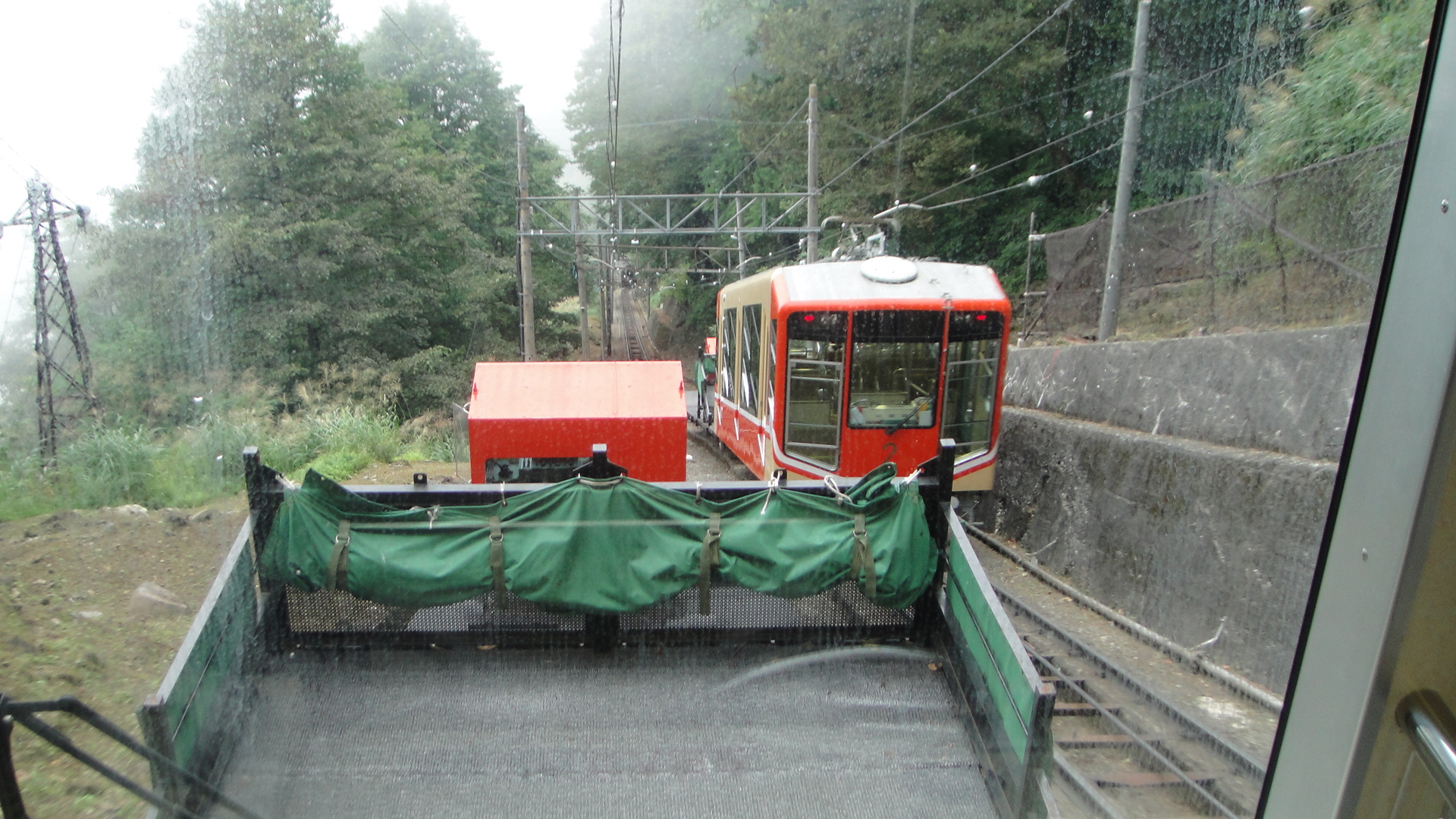
列車の交換
左手前が貨車、その下の赤い屋根が乗務員室

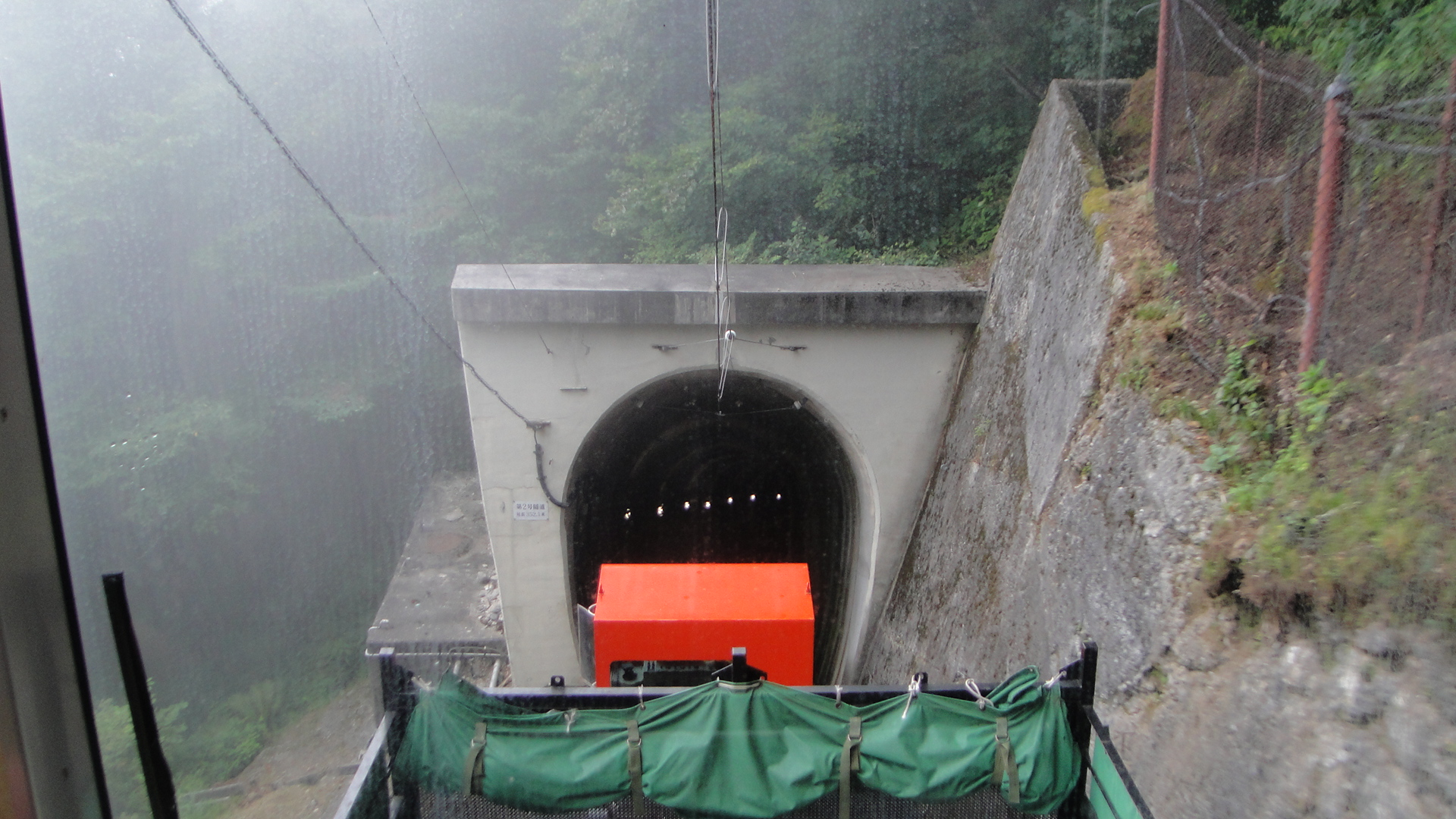
第2号隧道

立山ケーブルカー（たてやまケーブルカー）は、富山県中新川郡立山町芦峅寺字ブナ坂にある富山地方鉄道立山線との連絡駅の立山駅から、室堂への連絡バスの発着する美女平駅までを結ぶ立山黒部貫光のケーブルカー路線。正式な路線名称は鋼索線（こうさくせん）であるが、同社の黒部ケーブルカーと正式名称が重複していることもあり、案内上は用いられていない。立山黒部アルペンルートを構成する交通機関の一つである。車窓からは柱状節理の岩肌を見ることができ、自動放送のアナウンスでも案内される。
2005年に立山黒部貫光と合併するまでは立山開発鉄道が運営していた。

## 路線データ
- 路線距離（営業キロ）：1.3 km[2][3][6]
- 軌間：1067 mm[2][3]
- 駅数：2駅（起終点駅含む）
- 高低差：487 m[4]

## 運行形態
所要時間7分。乗車時間指定制。冬期（毎年12月1日 - 翌年3月31日）は運休する。
通常は20分間隔で運行されるが、多客期など積み残しが発生する場合は増発による随時運行となる。また、増発を実施してもケーブルカーの積み残しが発生する場合や、ケーブルカーの運休時は立山高原バスが立山駅まで延長運行される。
客車の下（立山側）に貨車を連結して運行されることが多い。この場合、立山駅へ降りる側の列車では、乗務員（車掌）は貨車の下端に設置された乗務員室に乗務する。

## 歴史

### 前史
- 1952年（昭和27年）
  - 8月1日 - 「立山開発鉄道株式会社の千丈ケ原、美女平間地方鉄道敷設免許申請について」運輸審議会へ諮問[7]。
  - 8月22日 - 運輸審議会が「立山開発鉄道株式会社申請の千丈ケ原、美女平間地方鉄道敷設については、免許することが適当である。」と答申[7]。
  - 12月8日 - 着工[8]。

### 開業後
- 1954年（昭和29年）8月13日 - 立山開発鉄道によって千寿ヶ原 - 美女平間開業[1][2][9]。
- 1969年（昭和44年）5月28日：昭和天皇、香淳皇后が第20回全国植樹祭に合わせて県内を行幸啓。ケーブルカーに乗車[10]。
- 1970年（昭和45年）7月1日 - 千寿ヶ原駅を立山駅に改称[1][4]。
- 2003年（平成15年）4月10日 - 2代目車両運行開始[11]。
- 2005年（平成17年）10月1日 - 立山黒部貫光の路線となる[4]。
- 2022年（令和4年）5月3日 - 立山有料道路の落石による通行止めの影響で最大3時間待ちとなる[12]。

### 立山 - 美女平間新ロープウェイ構想
設備が老朽化した立山ケーブルカーに代わり同区間をロープウェイで結ぶ計画が2018年から検討されていたが、2025年5月30日に断念を発表し現状のケーブルカーの設備を更新することとなった。

## 駅一覧
立山駅 - 美女平駅

## 接続路線
- 立山駅：富山地方鉄道立山線[5]
- 美女平駅：立山黒部貫光立山高原バス[5]